# Christoffer Carlsson (fotbollsspelare)
Fredrik Christoffer Carlsson, född 15 januari 1989 i Stafsinge församling i Hallands län, är en svensk tidigare fotbollsspelare.

## Karriär
Carlssons moderklubb är Falkenbergsklubben Stafsinge IF, vilka han lämnade för Landskrona BoIS 2005. Carlsson debuterade för Landskrona i Superettan som 17-åring 2006. Efter fyra säsonger i BoIS återvände han till hemstaden och Falkenbergs FF, där det blev tre säsonger.
I augusti 2012 skrev Carlsson på ett treårskontrakt med option på ytterligare ett år med Hammarby IF. Han spelade dock säsongen ut med Falkenberg och anslöt inte till Hammarby förrän början av 2013.
Efter en säsong i Hammarby skrev Carlsson i december 2013 på ett kontrakt fram över säsongen 2016 med Falkenbergs FF. I november 2016 förlängde Carlsson sitt kontrakt i FFF med tre år. I december 2021 förlängde han sitt kontrakt med ett år. I december 2022 förlängde Carlsson sitt kontrakt med ytterligare ett år. I november 2023 förlängdes kontraktet återigen med ett år. I december 2024 förlängde Carlsson på nytt sitt kontrakt med ett år. I juli 2025 avslutade han sin fotbollskarriär.